# Kallippos z Aten
Kallippos z Aten (gr. Κάλλιππος) – starożytny grecki atleta, olimpijczyk, zwycięzca pentatlonu na 112 olimpiadzie (332 p.n.e.). Zwycięstwo zapewnił sobie przekupieniem wcześniej swoich przeciwników.
Zgodnie z informacją przekazaną przez Pauzaniasza (Wędrówka po Helladzie V 21,5) za przekupstwo hellanodikowie (sędziowie) ukarali Kallipposa oraz opłaconych przez niego konkurentów grzywną. Ateńczycy odmówili jednak zapłacenia kary i wysłali do Olimpii mówcę Hyperejdesa, by prosić o ułaskawienie. Gdy poselstwo nie odniosło sukcesu, ogłosili bojkot igrzysk olimpijskich. Dopiero upomniani przez wyrocznię w Delfach, która zapowiedziała wstrzymanie się od wieszczenia do czasu uiszczenia grzywny, Ateńczycy przekazali Elejczykom pieniądze, za które wystawiono później sześć posągów Zeusa.